# Czesław Poborski
Czesław Poborski (ur. 5 października 1916 w Zakliczynie, zm. 11 marca 1964) – polski geolog, nauczyciel akademicki, wykładowca Politechniki Śląskiej w Gliwicach.

## Życiorys
Czesław Poborski był absolwentem Wydziału Górniczego Akademii Górniczo-Hutniczej w Krakowie, gdzie studiował w latach 1935-1939 (z uwagi na działania wojenne dyplom odebrał w 1946 roku). Podczas wojny, w latach 1940-1945 pracował jako mierniczy i geolog w kopalni pirytu w Rudkach koło Nowej Słupi. W styczniu 1945 roku powrócił do Krakowa, gdzie do maja 1946 roku pracował w Zakładzie Geologii Stosowanej AGH. Następnie przeniósł się do Katowic, gdzie został zatrudniony w Głównym Instytucie Górnictwa. W ramach Instytutu zorganizował Zakład Geologii Górniczej, którym kierował do 1964 roku.

W 1950 roku rozpoczął wykłady na Politechnice Śląskiej w Gliwicach. Tam też, w 1951 roku otrzymał tytuł doktora nauk technicznych, natomiast w 1952 roku został zastępcą profesora i kierownikiem Katedry Geologii Złóż. W 1954 roku uzyskał stopień naukowy docenta.

W swej pracy naukowej Czesław Poborski zajmował się górnictwem i geologią węgla kamiennego. Badał rozmieszczenie złóż sapropelitów na terenie Górnego Śląska, a także występowanie metanu i gazonośność kopalń. Był jednym z pionierów działań, związanych z poprawą bezpieczeństwa w kopalniach, uczestnicząc w zespołach zajmujących ich odmetanowieniem oraz zapobieganiem wyrzutom skał i zagrożeniom wodnych. Jako członek zespołów, działających w ramach Komitetu Górnictwa Polskiej Akademii Nauk, koordynował prace poszukiwawcze złóż węgla kamiennego oraz ropy naftowej. Był autorem ok. 30 prac naukowych.

W 1960 roku był inicjatorem utworzenia Górnośląskiego Oddziału Polskiego Towarzystwa Geologicznego, którym kierował aż do śmierci. W 1961 z jego inicjatywy przy Wydziale Górniczym Politechniki powstało Muzeum Geologiczne - obecne Muzeum Geologii Złóż Politechniki Śląskiej, które od 1985 roku nosi jego imię. W uznaniu swych zasług został uhonorowany Złotym Krzyżem Zasługi (1955) oraz Medalem 10-lecia Polski Ludowej (1955).
Czesław Poborski zginął w dniu 11 marca 1964 roku w wypadku samochodowym, podczas jazdy na zajęcia dydaktyczne do Rybnika.